# Urbanec
Urbanec je priimek več znanih Slovencev:
- Ivan Urbanec (1852—1886), prevajalec in narodni delavec